# Finta (családnév)
E (család)nevet viselő ismertebb személyek:
- Aba Finta Árpád-kori magyar nádor
- Finta Béla (1960) erdélyi magyar matematikus, egyetemi oktató
- Finta Erzsébet (1936–2020) magyar sakkozó, női mester, kétszeres magyar bajnok
- Finta Éva (1954) József Attila-díjas magyar író, költő, irodalomtörténész, tanár, a Magyar Írószövetség tagja
- Finta Gergely (1883–1947) szobrász
- Finta Gergely (?) zenész, orgonista
- Finta Gerő (1889–1981) magyar költő, műfordító
- Finta János (1831–1905) magyar származású polgárháborús katona a déliek oldalán
- Finta József (1971) katolikus plébános
- Finta József (1935–2024) Kossuth-díjas magyar építész, az MTA rendes tagja
- Finta Károly (1914–1972) válogatott labdarúgó, csatár
- Finta László (1934–2018) autóbusz-formatervező, akit főként az Ikarus 200-as sorozat tett híressé
- Finta Orsolya (1987) labdarúgó, csatár
- Finta Sámuel (1892–1979) szobrász
- Finta Sándor (1881–1958) szobrászművész
- Finta Sándor (1889–1950) író, költő, szombathelyi tanár, iskolaigazgató, 1929-től 1950-ig a Szent István Akadémia tagja
- Finta Sándor (1973) építész, 2012-2016 között Budapest főépítésze
- Finta Zoltán  (1896–1947) erdélyi újságíró, költő
- Finta Zoltán (1964) erdélyi matematikus
- Finta Zoltán (1979) labdarúgó

- Finta Balázs, Mózes Attila (1952–2017) romániai magyar író, irodalomkritikus, szerkesztő álneve